# Бечири, Ардженд
Ардженд Бечири (макед. Арѓенд Беќири; алб. Argjend Beqiri; 3 апреля 1975, Гостивар) — северомакедонский футболист, нападающий, тренер. Выступал за сборную Республики Македонии.

## Биография
В начале карьеры выступал в чемпионате Республики Македонии за клубы «Тетекс» (Тетово) и «Слога Югомагнат» (Скопье). В составе «Слоги» становился серебряным (1995/96) и бронзовым (1994/95, 1996/97) призёром чемпионата страны, обладателем Кубка Республики Македонии (1995/96).
В 1997 году перешёл в бельгийский клуб «Антверпен», с которым по итогам сезона 1997/98 вылетел из высшего дивизиона Бельгии.
После возвращения на родину некоторое время играл за «Шкендию», затем вернулся в столичную «Слогу». В её составе завоевал два чемпионских титула (1999/00, 2000/01) и два Кубка Республики Македонии (1999/00, 2003/04). Двукратный лучший бомбардир чемпионата страны — в сезонах 1999/00 (19 голов) и 2000/01 (27 голов).
В 2004—2006 годах выступал в Швейцарии за «Арау», однако был не результативен, а его клуб занимал места в нижней части таблицы швейцарской лиги.
В конце карьеры играл на родине за «Ренова» (Цепчиште) и снова за «Шкендию».
Выступал за национальную сборную Республики Македонии. Дебютный матч провёл 27 марта 1996 года против Мальты, однако после этого более трёх лет не играл за команду. С конца 1999 по 2001 годы был регулярным игроком сборной. Свой единственный гол забил 6 октября 2000 года в игре отборочного турнира чемпионата мира в ворота Азербайджана. Всего за сборную в 1996—2001 годах сыграл 18 матчей (из них один неофициальный) и забил один гол.
В качестве тренера в сезоне 2015/16 возглавлял клуб второго дивизиона Северной Македонии «Гостивар», в итоге занявший место в зоне вылета. В 2017 году тренировал косовскую команду «Феризай».